# Jean-Pierre Lebreton
Jean-Pierre Lebreton és un científic a l'ESA, i el Científic del Projecte i Control de Missió Huygens. Lebreton està especialitzat en la ciència planetària, especialment la física del plasma. A més de la missió Huygens, també està treballant amb la sonda cometària Rosetta i el seu Plasma Consortium Experiment, com també la sonda espacial Venus Express.